# Ernst Wilhelm von Eckwricht-Seyffersdorf
Ernst Wilhelm von Eckwricht-Seyffersdorf (geb. um 1693; gest. 1767 in Weigelsdorf) war ein preußischer Landrat.

## Leben
Über die Herkunft und Bildung des Ernst Wilhelm von Eckwricht-Seyffersdorf ist nichts bekannt. Im Jahr 1742 wurde er zum ersten Landrat des neugebildeten Kreises Münsterberg in Niederschlesien ernannt. 1745 folgte die Ernennung zum königlichen Kammerherrn und 1748 zum Ritter des Ordens pour le Mérite. 1755 war es zwar zu einer Untersuchung gegen ihn gekommen, als es um vermeintliche Dienstverstöße ging, jedoch blieb es wohl bei einer Verwarnung. Nach nahezu 25 Dienstjahren als Landrat starb Ernst Wilhelm von Eckwricht-Seyffersdorf 1767 als Erbherr auf Münch- und Tschammerhof in Weigelsdorf. Sein Amtsnachfolger wurde George Friedrich von Wentzky und Petersheyde.